# Vlasmarkt (Dendermonde)

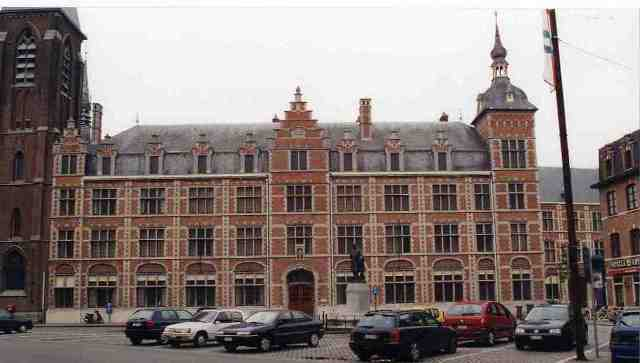
Zwartzustersklooster, Vlasmarkt 27-31

De Vlasmarkt is een plein in de Oost-Vlaamse stad Dendermonde. Oorspronkelijk heette dit marktplein de Koornaard. Het plein ligt in het verlengde van de Brusselsestraat, een winkelstraat, en is zelf omgeven door winkels en historische gebouwen zoals de beschermde Benedictijnerabdij van Sint-Pieter en Sint-Paulus en de Oude Vismijn.

## Ontstaan
Het plein bevindt zich op de plaats van een van de twee oudste nederzettingskernen van de stad Dendermonde. Op deze plaats, op de rechteroever van de Dender, ontstond op het einde van de Frankische periode een pre-stedelijke nederzetting. Deze werd met een brug verbonden met een burcht op een eiland de overkant van de Dender.

## Huisnamen
Verschillende huizen aan de Vlasmarkt dragen in de 21e eeuw nog steeds plaatjes of gevelstenen met oude namen erop. Deze dateren uit de periode van voor Napoleon toen er nog huisnummers gebruikt werden. Sommige van die namen, zoals Vinkenborch, gaan terug tot de 14e eeuw.

## Standbeeld
Op de Vlasmarkt staat een monument met een standbeeld ontworpen door beeldhouwer Godfried Devreese en architect Victor Horta. Het beeld stelt Prudens Van Duyse voor in een nadenkende pose met in zijn handen een pen en een bundel papier. Oorspronkelijk stond het beeld al op de Vlasmarkt, schuin voor het Zwarte Zustersklooster, maar in 1927 werd het op bevel van het stadsbestuur verplaatst naar de Franz Courtensstraat. In 1994 werd het teruggeplaatst op de Vlasmarkt.